# 中国航空工业历史博物馆
中国航空工业历史博物馆是一座展示中国航空工业历史的主题展馆，位于北京市密云区密云水库南侧。航史馆由中国航空工业集团、中国航空发动机集团、中国商用飞机有限责任公司联合筹建，完整反映从“中国航空之父”冯如研制飞机至今一百多年的中国航空工业发展历程。

## 建馆历史
2021年8月，中国航空工业集团党组批准立项建设中国航空工业历史博物馆，随后中国航空发动机集团、中国商用飞机有限责任公司也参与建设。2021年底，航史馆项目正式启动。
经过可行性研究、政府主管部门审批、EPC项目政府平台招投标等流程，2022年6月，航史馆获得施工许可证，正式开工建设，由中建三局承担施工。2022年8月，中国航空工业历史博物馆建设管理委员会向社会发出展品展项征集。2023年1月，航史馆通过由政府主管部门组织的建筑改造工程验收，随后进行布展。2023年3月，航史馆建设项目通过航空工业、中国航发、中国商飞三家筹建单位的联合竣工验收。
2023年4月16日，中国航空工业历史博物馆正式开馆。
2023年7月20日，中国航空工业历史博物馆展品捐赠暨证书颁发仪式举行。

## 展厅展览
航史馆全馆建筑面积3328平米，展陈面积近2400平米，展出各类展品1400余项。馆内主体展示内容分为四个部分，系统展示了中国航空事业110多年的发展历史。其中第一展厅“萌芽、探索”横跨1909年至1949年，展示了晚清至民国时期的中国航空工业发展；第二展厅“创建、成长”横跨1949年至1978年，展示了包括重点建设、三线建设、航空科研教育建立等内容；第三展厅“改革、崛起”展示了1978年至2012年间体制改革、航空科技发展、军民结合等内容；第四展厅“强国、腾飞”展示了2012年至2022年间中国航空工业的发展情况。
航史馆馆内既展出了中国第一型空空导弹霹雳一号、中国第一型喷气式发动机涡喷-5等实体文物，也展出了1951年4月由中革军委和政务院颁布的《关于航空工业建设的决定》、毛泽东向中华人民共和国首架飞机与首台航空发动机试制单位发出的2封嘉勉信、习近平给“航空报国英模”罗阳的重要指示及给“沈飞罗阳青年突击队队员”的回信、歼-8在1985年获得国家科学技术进步奖特等奖的证书、国产大型客机C919的适航证等文献资料。馆内还还原了一个80年代中期普通航空职工的家居，反应当时中国航空工业“军转民”的历史背景。
在航史馆馆外，还配套展出了歼-15、歼-16、歼-10、枭龙等军民用飞机实物和全尺寸仿真模型10架。

## 称号
2023年4月16日（即开馆日），中国航空工业集团向中国航空工业历史博物馆颁发了“航空爱国主义教育基地”“航空科普教育基地”牌匾。
2023年5月22日，经中国科协等七部委评选，中国航空工业历史博物馆入选2023年度科学家精神教育基地。